# Ácido hexafluorosilícico
El ácido hexafluorosilícico es un compuesto inorgánico de fórmula H2SiF6, que se utiliza comúnmente para la fluoración del agua .

## Química
Al igual que varios compuestos semejantes, el ácido hexafluorosilícico no existe como especie aislada, es decir, un material con la fórmula H2SiF6 no ha sido aislado. Ácido hexafluorosilícico se refiere a una mezcla en equilibrio con el anión hexafluorosilicato (SiF62-) en una solución acuosa u otros disolventes que contienen donantes fuertes de protones a pH bajo (ácidos se describe de manera similar incluyen ácido cloroplatínico, ácido fluorobórico, y ácido hexafluorofosfórico, y , más común, ácido carbónico). Destilación de soluciones de ácido hexafluorosilícico no produce moléculas de H2SiF6, sino que el vapor se compone de HF , SiF4, y agua. Las soluciones acuosas de H2SiF6 contienen el anión hexafluorosilicato, SiF62- y agua protonada. En este anión octaédrico, las distancias de enlace Si-F son 1,71 Å.

## Síntesis y principales reacciones
El producto químico genérico fluoruro de hidrógeno se produce a partir de fluorita por tratamiento con ácido sulfúrico. Como un subproducto, aproximadamente 50 kg de H2SiF6 se producen por tonelada de HF debido a las reacciones con las impurezas que contienen de minerales de sílice. El H2SiF6 también se produce como un subproducto de la producción de ácido fosfórico de la apatita y fluorapatita. Una vez más, el HF a su vez reacciona con algunos de los minerales de silicatos, que son un componente inevitable de la materia prima mineral, para dar tetrafluoruro de silicio. El tetrafluoruro de silicio reacciona más con HF. El proceso neto puede ser descrito como:
SiO2 + 6 HF → H2SiF6 + 2 H2O
Ácido hexafluorosilícico también pueden ser producidos por tratamiento de tetrafluoruro de silicio con ácido fluorhídrico.
La neutralización de las soluciones de ácido hexafluorosilícico con bases de metales alcalinos produce las correspondientes sales de metales alcalinos fluorosilicate:
H2SiF6 + 2 NaOH → Na2SiF6 + 2 H2O
La sal resultante Na2SiF6 se utiliza principalmente en la fluoración del agua. Sales de amonio y de bario semejantes se producen de manera similar para otras aplicaciones. Con base en exceso, el hexafluorosilicato sufre hidrólisis, por lo que la neutralización del ácido hexafluorosilícico debe protegerse frente a esta reacción de hidrólisis fácil:
Na2SiF6 + 4 NaOH → 6 NaF + SiO2 + 2 H2O

## Aplicaciones
La mayoría del ácido hexafluorosilícico se convierte en fluoruro de aluminio y criolita. Estos materiales son la piedra angular para la conversión del mineral de aluminio en aluminio metal. La conversión de trifluoruro de aluminio se describe como:
H2SiF6 + Al2O3 → 2 AlF3 + SiO2 + H2O
Ácido hexafluorosilícico se convierte también en una variedad de útiles sales hexafluorosilicato. La sal de potasio se utiliza en la producción de porceleins, la sal de magnesio para hormigones endurecidos y como un insecticida, y las sales de bario para fósforos.
Ácido hexafluorosilicico también se utiliza comúnmente para la fluoración del agua en varios países, entre ellos Estados Unidos, Gran Bretaña e Irlanda. En los Estados Unidos, aproximadamente 40 000 toneladas de ácido fluorosilic se recupera de plantas de ácido fosfórico, y luego se usa principalmente en la fluoración del agua, a veces después de ser procesada en silicofluoruro de sodio.
El ácido hexafluorosilícico también se utiliza como electrolito en el proceso electrolítico Betts para refinar plomo.
También es un reactivo específico en síntesis orgánica para la escisión de enlaces Si-O de éteres de sililo. Es más reactivo para este propósito que el HF. Reacciona más rápidamente con el t-butildimetisililo éter (TBDMS) que con el triisopropilsililo éter (TIPS).
El ácido hexafluorosilícico y sus sales se utilizan como agentes de conservación de la madera.
El ácido y sus sales se utilizan como tratamiento superficial del hormigón, utilizado para endurecer la superficie y hacerla impermeable. También llamados cristalizadores de piedra.

## Riesgos
El ácido hexafluorosilicico libera fluoruro de hidrógeno cuando se evapora, por lo que tiene riesgos similares. Es corrosivo y puede causar envenenamiento por fluoruro, la inhalación de los vapores puede causar edema pulmonar. Como fluoruro de hidrógeno ataca el vidrio y gres. El valor LD50 de ácido hexafluorosilícico es 70 mg/kg (ejemplo comparativo: el LD50 para la cafeína es 127 mg/kg).